# 小野元
小野 元（おの はじめ、1979年1月2日 - ）は、東京都出身の男子バスケットボール選手。190cm、82kg。

## 来歴
世田谷学園高、中央大学を経て東芝に入社。ユニバーシアード日本代表にも2度選出されている。
2012年に一旦引退したが、2013年に復帰して熊本ヴォルターズへ入団した。2014-15シーズンはライジング福岡に所属した後、シーズン終了後に現役を引退した。

## 日本代表歴
- 1999ユニバーシアード
- 2001ユニバーシアード

## 経歴
- 三鷹市立第三中
- 世田谷学園高
- 中央大学
- 2001年 - 2012年：東芝
- 2013年 - 2014年：熊本ヴォルターズ
- 2014年 - 2015年：ライジング福岡